# Протасов, Александр Яковлевич
Александр Яковлевич Протасов (1742—1799) — русский государственный деятель, действительный тайный советник, сенатор.
Сын генерал-поручика Якова Яковлевича Протасова от брака его с Евдокией Андреевной Хрущовой. В 1753 г. зачислен был на службу в л.-гв. Преображенский полк, в 1762 г., в чине подпоручика, был отправлен с гвардейским отрядом в Москву во время поездки Екатерины II для коронования.
В 1767 г., уже в чине поручика того же полка, выбран был депутатом от Гороховецкого уезда в Комиссию о сочинении Нового Уложения. В заседаниях комиссии в феврале и мае 1768 г., при обсуждении вопроса о судах, он высказал мнение о желательности учреждения в России, по образцу Англии и Голландии, института мировых судей, на обязанности которых лежало бы примирение тяжущихся, чтобы лишь в случаях неуспеха спорящие стороны могли бы обращаться к формальному суду. При обсуждении крестьянского вопроса Протасов высказался за постепенное освобождение, считая отпуск на волю всех крестьян сразу вредной для России мерой. В июне 1768 г. он избран был членом особой комиссии «Об установлениях, касающихся до лиц».
В Турецкую войну 1769—1774 г. был отправлен в 1770 г., в чине капитан-поручика Преображенского полка и в звании волонтера, во вторую армию, состоявшую под начальством гр. Петра Ивановича Панина. Отряженный в корпус ген.-майора Каменского, участвовал и отличался храбростью во всех делах с неприятелем на левом берегу Днепра и был при взятии штурмом крепости Бендер (14 сентября 1770 г.). 15 марта 1774 г. за болезнью отставлен был от военной службы с чином полковника.
10 февраля 1777 г. был определен в Коллегию Экономии, 9 ноября 1778 г. перемещен в Вотчинную Коллегию, а 15 февраля 1780 г. назначен первым председателем Орловского верхнего земского суда, 7 января 1781 г. — переведен председателем Орловской палаты уголовного суда. 16 марта 1781 г. назначен был исправляющим должность поручика правителя (вице-губернатора) Смоленского наместничества, а 4 октября 1782 г. определен к исправлению должности Правителя Новгородского наместничества.
В конце 1783 г., когда воспитание великих князей Александра и Константина Павловичей было вверено Императрицей Николаю Ивановичу Салтыкову, Протасов определен был к нему помощником и состоял при вел. кн. Александре Павловиче в звании придворного кавалера-воспитателя. В 1784 г. был переименован из статских советников в бригадиры, а 21 апреля 1785 г. произведен в генерал-майоры. 2 сентября 1793 г., в день торжества по случаю заключения мира с Турцией, пожалован был в генерал-поручики, а перед бракосочетанием вел. кн. Александра Павловича, 22 сентября того же года, награжден орденом Св. Александра Невского.
Оставаясь при великом князе и после его женитьбы, во все время бытности при нем Протасов вел отрывочные дневные записки с замечаниями из жизни и данными о здоровье своего питомца. Опубликованные («Древняя и Новая Россия» 1880, т. II, стр. 761—775) записки его обнимают время с 1789 г. по август 1794 г. и, хотя не отличаются ни полнотой, ни последовательностью и не могут служить характеристикою эпохи детства и юности великого князя, но обнаруживают в авторе человека крайне доброго, отзывчивого и чувствительного, глубоко огорчавшегося отрицательными проявлениями характера великого князя и искренно радовавшегося развитию в нем хороших качеств. Замечаются также попытки его противодействовать влиянию либеральных идей, которые внушал великому князю Лагарп.
28 декабря 1796 г., по вступлении на престол Павла І, Протасову повелено было присутствовать в Сенате в пятом, Московском Департаменте. В день коронования Павла I, 5 апреля 1797 г., ему пожаловано было 800 душ крестьян, а 28 октября 1798 г. он произведен был в действительные тайные советники.
За свою доброту и безукоризненную честность Протасов был очень любим Екатериной II и Александром І, в день коронования которого он скончался. Вдова Протасова Варвара Алексеевна, рождённая Бахметева (1770—03.05.1847) в 1801 году возведена с детьми императором Александром I в графское достоинство. Со смертью их младшего сына Николая Александровича пресеклась графская отрасль Протасовых и фамилия эта, вместе с титулом, по Высочайшему указу 28 октября 1856 г., перешла к его внучатому племяннику Н. А. Бахметеву.